# Ньюберрі Тауншип (округ Йорк, Пенсільванія)
Ньюберрі Тауншип (англ. Newberry Township) — селище (англ. township) в США, в окрузі Йорк штату Пенсільванія. Населення — 15 672 особи (2020).

## Демографія
Згідно з переписом 2010 року, у селищі мешкало 15 285 осіб у 5803 домогосподарствах у складі 4319 родин. Було 6087 помешкань
Расовий склад населення:
| - 96,1 % — білих - 1,0 % — чорних або афроамериканців - 0,6 % — азіатів - 0,2 % — корінних американців |

До двох чи більше рас належало 1,4 %. Частка іспаномовних становила 2,2 % від усіх жителів.
За віковим діапазоном населення розподілялося таким чином: 25,1 % — особи молодші 18 років, 65,9 % — особи у віці 18—64 років, 9,0 % — особи у віці 65 років та старші. Медіана віку мешканця становила 38,9 року. На 100 осіб жіночої статі у селищі припадало 98,7 чоловіків;  на 100 жінок у віці від 18 років та старших — 97,7 чоловіків також старших 18 років.
Середній дохід на одне домашнє господарство  становив 71 346 доларів США (медіана — 60 237), а середній дохід на одну сім'ю — 77 891 долар (медіана — 68 164). Медіана доходів становила 47 763 долари для чоловіків та 34 573 долари для жінок. За межею бідності перебувало 6,4 % осіб, у тому числі 8,5 % дітей у віці до 18 років та 4,2 % осіб у віці 65 років та старших.
Цивільне працевлаштоване населення становило 8347 осіб. Основні галузі зайнятості: освіта, охорона здоров'я та соціальна допомога — 17,7 %, виробництво — 12,4 %, роздрібна торгівля — 12,3 %.